# NGC 3439
NGC 3439 é uma galáxia elíptica (E) localizada na direcção da constelação de Leo. Possui uma declinação de +08° 33' 28" e uma ascensão recta de 10 horas, 52 minutos e 25,7 segundos.
A galáxia NGC 3439 foi descoberta em 25 de Março de 1865 por Albert Marth.